# حكومة خالد العظم الثانية
حكومة خالد العظم الثانية هي الحكومة السورية التي تشكلت في 12 ديسمبر 1948 وهي الحكومة الثامنة والثلاثون في تاريخ سوريا الحديث، والثالثة والعشرون في عهد الجمهورية السورية الأولى، والتاسعة في عهد شكري القوتلي، والثانية التي يرأسها خالد العظم. تشكلت في أعقاب أزمة تشكيل حكومي استمرت اثني عشر يومًا، على خلفية الهزيمة في حرب 1948 واحتجاجات 1948 اللاحقة لها. حصلت الحكومة على الثقة بأغلبية 73 صوت ومعارضة 35 وامتناع الباقي. البيان الوزاري للحكومة وعد "بتحرير فلسطين" والنهوض بالاقتصاد المتعثر نتيجة أزمات العام الفائت. بكل الأحوال، فإن البيان كما وصفته الصحافة آنذاك جاء "مخيب" لآمال السوريين"، كما أنّ الجدال حول اتفاقية التابلاين قد تفجّر في وجه الحكومة باكرًا، فضلاً عن تصاعد دور الجيش وقائده حسني الزعيم الذي قام في 30 مارس 1949 انقلاب عسكري واعتقل رئيسي الجمهورية والوزارة والوزراء، وأودعهم مشفى المزة العسكري، ونشر استقالتهم في 6 أبريل 1949، وظلّت البلاد بلا حكومة حتى 17 أبريل 1949 حين قام قائد الانقلاب حسني الزعيم بتشكيل وزارة برئاسته.

## تشكيلة الحكومة
| الوزير            | الوزارة                                         |
| ----------------- | ----------------------------------------------- |
| خالد العظم        | رئيس الوزراء، وزير الخارجية، وزير الدفاع الوطني |
| محمد العايش       | وزير الزراعة                                    |
| أحمد الرفاعي      | وزير العدل، وزير الصحة العامة                   |
| محسن البرازي      | وزير التعليم                                    |
| عادل العظمة       | وزير الداخلية                                   |
| حنين صحناوي       | وزير الاقتصاد الوطني                            |
| مجد الدين الجابري | وزير الأشغال العامة                             |
| حسان جبارة        | وزير المالية                                    |

| الترتيب | المنصب                   | الصورة | شاغل المنصب       | الحزب | الحزب | في المنصب من        | في المنصب حتى | ملاحظات |
| ------- | ------------------------ | ------ | ----------------- | ----- | ----- | ------------------- | ------------- | ------- |
| –       | رئيس الوزراء             |        | خالد العظم        |       |       | 16 كانون الأول 1948 | 29 آذار 1949  |         |
|         | الدفاع الوطني            |        | خالد العظم        |       |       |                     |               |         |
|         | الخارجية                 |        | خالد العظم        |       |       |                     |               |         |
|         | المعارف                  |        | محسن البرازي      |       |       |                     |               |         |
|         | وزير الزراعة             |        | محمد العايش       |       |       |                     |               |         |
|         | العدلية                  |        | أحمد الرفاعي      |       |       |                     |               |         |
|         | الصحة والشؤون الاجتماعية |        | أحمد الرفاعي      |       |       |                     |               |         |
|         | الاقتصاد الوطني          |        | حنين صحناوي       |       |       |                     |               |         |
|         | المالية                  |        | حسن جبارة         |       |       |                     |               |         |
|         | الداخلية                 |        | عادل العظمة       |       |       |                     |               |         |
|         | الأشغال العامة           |        | مجد الدين الجابري |       |       |                     |               |         |

## الملاحظات
1. ↑  فراغ الحقل لا يعني بالضرورة أن شاغل المنصب مستقل سياسياً أو غير حزبي، ولكن بسبب عدم توفر المعلومات أو المصادر.